# Gaslight (pel·lícula de 1944)
Gaslight és una pel·lícula estatunidenca de 1944 dirigida per George Cukor, guanyadora de dos premis Oscar i un Globus d'Or. El guió, de John Van Druten, Walter Reisch i John L. Balderston, està basat en l'obra de teatre Gas Light, escrita per Patrick Hamilton, i que ja havia tingut una versió cinematogràfica l'any 1940.

## Argument
Una parella acabada de casar va a viure a la casa en què, anys enrere, va ser assassinada la tia de l'esposa. Però el jove marit té un secret que intentarà protegir a qualsevol preu i intentarà fer-la tornar boja, així que la dona aviat començarà a sentir sorolls estranys a l'àtic durant les nits.

## Repartiment

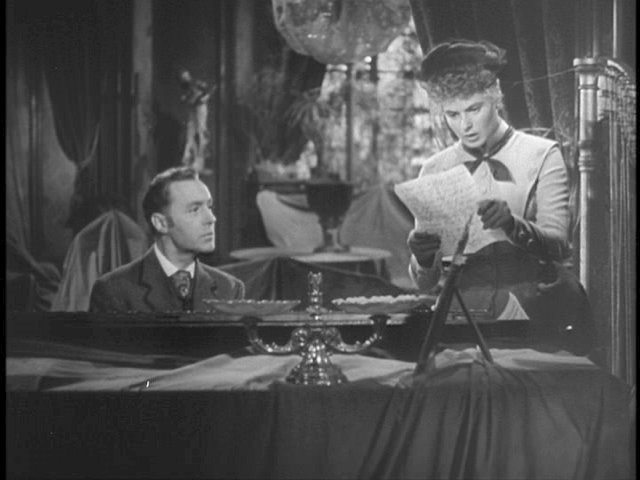
Ingrid Bergman i Charles Boyer en una escena de la pel·lícula.

- Charles Boyer: Gregory Anton
- Ingrid Bergman: Paula Alquist
- Joseph Cotten: Brian Cameron
- May Whitty: Miss Thwaites
- Angela Lansbury: Nancy
- Barbara Everest: Elizabeth
- Emil Rameau: Maestro Guardi
- Edmund Breon: General Huddleston
- Halliwell Hobbes: Mr. Muffin
- Tom Stevenson: Williams
- Heather Thatcher: Lady Dalroy
- Lawrence Grossmith: Lord Dalroy
- Jakob Gimpel: pianista

## Producció
Animat per l'èxit de l'obra i la pel·lícula britànica de 1940, MGM va comprar els drets del remake, però amb una clàusula insistint en que es destruïssin totes les còpies de la primera pel·lícula, fins al punt d'intentar destruir-ne els negatius. Aquesta comanda no va ser respectada, ja que Gaslight de 1940 segueix disponible tant per a exposicions teatrals i projeccions de televisió, com per DVD.

## Premis i nominacions

### Premis[4]
- Oscar a la millor actriu per a Ingrid Bergman
- Oscar a la millor direcció artística en blanc i negre per a Cedric Gibbons, William Ferrari, Edwin B. Willis i Paul Huldschinsky.
- Globus d'Or a la millor actriu dramàtica per a Ingrid Bergman

### Nominacionss[4]
- Oscar al millor actor per a Charles Boyer
- Oscar a la millor actriu secundària per a Angela Lansbury
- Oscar a la millor fotografia en blanc i negre per a Joseph Ruttenberg
- Oscar a la millor pel·lícula
- Oscar al millor guió adaptat per a John L. Balderston, Walter Reisch i John Van Druten

## Fer llum de gas com expressió
El terme psicològic fer llum de gas (gaslighting en anglès), que descriu la forma d'abús psicològic en què la víctima és manipulada gradualment per dubtar del seu propi seny, prové de l'obra teatral i de les seves dues adaptacions cinematogràfiques. L'obra de ficció és també el primer retrat artístic d'aquest tipus d'abusos psicològics.